# Списак убистава у Београду 1990—2000.
Списак убистава у Београду 1990—2000. даје хронолошки преглед убистава, као и атентата који су се догодили у Београду од 1990. до 2000, која су имала политичку или криминалну позадину или су у већој мери узнемирила јавност. Распадом Југославије, почетком 1990-их, већина београдских криминалаца вратила се у земљу, а велики број њих учествовао је у ратним дешавањима. У земљи, која се налазила под санкцијама и у економској кризи, они су видели добру шансу у заради шверцом и криминалом. Тада је дошло до стварања криминалних кланова и озбиљних сукоба међу њима, који су довели до повећања броја убистава која су током 1990-их нарасла на око 100 годишње. Већина убијених били су млади или људи средњих година.

## Историјске околности
Београд главни и највећи град Србије и Југославије био је од 1945. до 1990. релативно миран град. У овом периоду уобичајене криминалне активности сачињавала су — џепарења, ситне крађе и провале, обијање станова и аутомобила, пребијања и силовања. Такође, крајем 1960-их и током 1970-их били су веома популарни тзв „позајмљивачи” аутомобила, односно лопови који су „привремено отуђивали” возило од власника и користили га за вожњу из задовољства, а ове вожње су се углавном завршавале када се потроши гориво. Тежих кривичних дела и убистава из користољубља, готово да није било. Број убистава био је веома низак — годишње око 30 и она су углавном била резултат нерешених породичних, рођачких, пријатељских, ортачких или љубавних проблема. Убице су најчешће хватане, а многи су се и сами пријављивали милицији.
У периоду до 1980. десило се свега неколико убистава која су узнемирила јавност. Године 1951. ухапшен је серијски силоватељ Митар Секулић, који је силовао неколико жена, а две жртве убио — Милену Петровић, фебруара 1948. и Јелену Ђукић, почетком 1949. године. Драган Гутић и Сава Лисовац извршили су децембра 1967. монструозно убиство београдског таксисте Тиосава Јанковића, а сутрадан извели готово филмску пљачку курира Робних кућа „Београд”, кога су тешко ранили и отели му велики пазар. Обојица су брзо ухапшена, а касније су осуђени на смртну казну. Једно од познатијих београдских убистава догодило се у рано јутро 17. јануара 1974. када је Драган Турудић, заставник ЈНА са прозора свог стана убио Милорада Јовановића, који је покушао да украде његово аутомобил Заставу 750 (попиларног Фићу). Овај случај поделио је јавност на оне који су подржавали убиство јер је Турудић бранио своју имовину и на оне који су га осуђивали јер је убио човека због обичног аутомобила.
Већи талас криминала у до тада мирном граду осетио се током 1980-их, када се број криминалних радњи, као и убистава полако почео повећавати. Године 1981. пронађен је мртав први „југословенски милијардер” — инжењер Станко Девић, који је од своје помајке, иначе Францускиње, наследио огромно богатство у Француској. Повучени особењак, који је живео у беди, истовремено хвалећи се новинарима баснословним богатством које треба да наследи, на тај начин је око себе привукао људе сумњивих намера. Његов леш откривен је 6. јуна у његовом стану, три недеље након смрти. Како се леш налазио у фази распадања било је немогуће извршити обдукцију, тако да је његова смрт остала неразјашњена. Фебруара 1983. у тучи средњошколаца, које тих година нису биле ретке, испред хотела „Србија” у Шумицама убијен је седамнаестогодишњи ученик Срђан Томић, из Новог Београда, кога је ножем усмртио деветнаестогодишњи ученик Предраг Марковић, са Вождовца. Брутално убиство ученика Земунске гимназије узнемирило је београдску јавност.
Године 1985. београдску јавност узнемирила су још три убиства. Два су била из баналних разлога — због неузвраћене љубави, односно нерешених пословних односа, док је треће убиство најавило оно што ће за неколико година постати суморна београдска свакодневница. Дана 2. јула у Студентском граду на Новом Београду, студент Мехмет Тафа, из Урошевца, због неузвраћене љубави убио је двадесетдвогодишњу студенткињу Природно-математичког факултета Светлану Прокић. Неколико дана касније — 9. јула Момчило Влаховић, смењени директор, убио је Душана Папића, новог директора Савезне дирекције за робне резерве. Треће убиство, које је касније названо „прва београдска сачекуша”, догодило се на Коњарнику, код источне капије Београда 15. фебруара 1985. када је убијен Ранко Рубежић, познати београдски криминалац кога су убили његови сарадници — Драган Поповић Дадиља и Милован Вујисић Вуја.
Да је Београд био релативно миран град поткрепљује и чињеница да су полиција и Служба државне безбедности (СДБ), током 1970-их и почетком 1980-их настојали да се реше познатих београдских преступника тако што су их врбовали да раде за државну безбедност. Они су их на тај начин спашавали од затвора и слали у западну Европу, где су потом обављали поједине послове за службу. Такође, познати београдски преступници су на Западу, а пре свега у Западној Немачкој настављали са својим криминалним делатностима и тамо израсли у праве криминалце, зарађујући огромне суме новца. Један од најпознатијих криминалаца, био је свакако бивши боксер Љубомир Магаш звани „Љуба Земунац”, који је 1986. убијен у Франкфурту.

## Убиства 1990—1995.

### 1990. година
- 23. март 1990 — у клубу Нана, на Сењаку, убијен Андрија Лакоњић Лаки (1957—1990), бивши боксер и криминалац. Убијен је у пуцњави, која је избила после краће препирке између њега, Веска Вукотића и Дарка Ашанина. Главноосумњичени за убиство Веселин Веско Вукотић, исте ноћи је уз помоћ инспектора СУП Београд Мирослава Бижића побегао у САД. На суђењу, одржаном почетком октобра исте године, другооптужени Дарко Ашанин је ослобођен, а инспектор Бижић тада је по први пут у јавност изнео информације о сарадњи државне безбедности са београдским делинквентима.[8][9]
- 2. децембар 1990 — у улици Војводе Степе, на Вождовцу убијен Радован Раша Лагунџин звани „Жабац” (1970—1990), боксер и криминалац, члан Вождовачког клана. Убиство су извршила тројица нападача, који су истог дана побегла у иностранство.

### 1991. година
- 4. август 1991 — у улици Милана Распоповића, на Вождовцу испред куће у којој је становао, убијен Бранислав Матић Бели (1952—1991), власник неколико ауто отпада, криминалац и члан Вождовачког клана и један од финансијера опозиционог Српског покрета обнове (СПО). Убијен је приликом повратка из Такова, где је заједно са Ђорђем Божовићем Гишком 3. августа присуствовао прослави оснивања батаљона „Танаско Рајић” Српске гарде, паравојне формације СПО. Убиство су извршила двојица нападача, која никада нису откривена.[10]

### 1992. година
- 23. јануар 1992 — у кафићу у Земуну убијен Жељко Парађина, пуковник ЈНА и пилот РВ и ПВО. Убиство су извршили Миле Бакић и Милорад Мачешић, али никада нису приведени правди.
- 6. април 1992 — на паркингу у улици Индире Ганди, на Вождовцу убијен Бранислав Караџић, директор „Младост-туриста”. Убица Караџића био је Војислав Божиловић, вођа четворочлане банде која је у периоду од децембра 1991. до марта 1992. извршила три напада на београдске поштаре, а 23. јула извршила пљачку златаре „Мајданпек”, у Улици пролетерских бригада када је убијена продавачица Борјанка Татић. Вођа банде је марта 1994. осуђен на 20, а његов саизвршилац Далибор Губеринић на 15 година затвора, док су остали чланови банде осуђени на мање временске казне.[11][12]
- 23. септембар 1992 — У Београду нестао Исо Леро звани „Џамба”, познати криминалац са Дорћола, који је последњи пут виђен у рано јутро 23. септембра испред палате Београђанке. Пошто његов леш никада није пронађен, након три године проглашен је мртвим.
- 28. октобар 1992 — у хотелу „Хајат”, на Новом Београду убијен Александар Кнежевић Кнеле (1971—1992), познати београдски криминалац и члан Вождовачког клана. Иако веома млад, био је један од блиских сарадника Ђорђа Божовића Гишке и једно време телохранитељ Вука Драшковића, лидера Српског покрета обнове (СПО). За убиство је најпре осумњичен Миодраг Цвијетиновић, зет познатог криминалца Радета Ћалдовића Ћенте, али је касније ослобођен оптужби, а убица Кнежевића никада није пронађен.[13]

### 1993. година
- 19. јул 1993 — испред кафића „Магнум”, у улици Мите Ружића, на Звездари убијен Миломир Матовић, рођени брат Миливоја Матовићa званог „Миша Кобра”, бизнисмена из Аустралије. Убица никада није пронађен, мада су велике сумње за ово убиство падале на Божидара Батицу Станковића, који је био у сукобу са Мишом Кобром.[14]
- 16. август 1993 — у ресторану стадиона ФК „Бежанија”, на Новом Београду убијен Славиша Павић звани „Пирке” (1971—1993), криминалац и члан Новобеоградског клана. Том приликом рањен је његов друг Драган Николић Гаги, који је седео са њим, као и десетак посетилаца овог ресторана. Нападачи никада нису пронађени.
- септембар 1993 — у казину хотела „Југославија”, на Новом Београду убијен Станко Петрушић, један од шефова обезбеђења Дафимент банке, који је био осумњичен за учешће у обрачуну обезбеђења Дафине Милановић у ком је убијен Владимир Илић Булиџа.
- 1. октобар 1993 — испред тржног центра „Меркатор” у Булевару Лењина, на Новом Београду убијен Георг Жорж Станковић (1947—1993), власник неколико локала са билијар клубовима и покер апаратима. Станковић је раније био успешан боксер „Црвене звезде”, а потом је отишао у иностранство. По повратку у земљу једно време је радио као таксиста. Убиство су извршила два атентатора, која никада нису откривена. У београдском подземљу сматрало се да је ово убиство освета Миливоја Матовића званог „Миша Кобра” Жоржовом сину Божидару Батици Станковићу за убиство његовог брата.
- 9. октобар 1993 — у стану у Фрушкогорској улици убијен Небојша Салатић (1956—1993), београдски бизнисмен, власник робне куће „Пардон” и погона за шивење модне конфекције. Заједно са њим убијени су и његова вереница Славица Ковачевић (1969—1993) и његов малолетни сестрић Милан Граоринов (1976—1993). Убио их је Александар Жлендер, вођа петочлане банде која је имала намеру да опљачка Салатића, али после убиства у стану нису пронашли очекивани новац. Након скоро две године од убиства, полиција је ухапсила све починиоце, сем главног осумњиченог Жлендера, који је побегао у Словенију.[15]
- 7. октобар 1993 — у Улици Васе Пелагића, на Сењаку убијен Радојица Никчевић (1948—1993), директор „Прве београдске стамбене задруге”, који је био бивши кошаркаш и пилот, а једно време и председник Кошаркашког клуба „Партизан”. Убиство је извршио један атентатор, који је имао помагача и они никада нису пронађени.
- 1. новембар 1993 — у продавници „Ферум” у Пожешкој улици, на Бановом брду убијен Владимир Војводић звани „Војвода”, вођа навијача Фудбалског клуба „Црвене звезде” и његов друг Дамир Прикић. Убили су их Немања Поповић, Иван Жунић и Дејан Симић. Симић је касније ухапшен, док су Поповић и Жунић побегли у иностранство.
- 1. децембар 1993 — у стану у Похорској улици, на Новом Београду приликом пљачке убијена Вера Жидић и њен малолетни син Давор. Извршиоци убиства били су Илија Вујић звани „Бумбар” и Дарко Лончаревић звани „Лонче”. Првооптужени за ово убиство Илија Вујић осуђен је на смртну казну, али му је она касније замењена са 40 година, док је осталих шест оптужених осуђено на временске казне.

### 1994. година
- 8. април 1994 — У стану у улици Трећи булевар, на Новом Београду пронађено беживотно тело Радиславе Даде Вујасиновић (1964—1994), новинарке листа „Дуга”. Према првобитним налазима истраге саопштено је да се радило о самоубиству, али је 2008. према новим наводима оно окарактерисано као убиство. Почетком 2009. покренут је преткривични поступак за убиство, а убица још није пронађен.
- мај 1994 — у теретани „Фит студио”, на Вождовцу, Бане Гребенаревић извршио неуспели атентат на Средоја Шљукића Шљуку. Том приликом страдала је Тања Николић (1975—1994), која се ту случајно налазила.
- 21. јун 1994 — на Новом Београду на раскрсници Булевара уметности и Булевара Лењина, док је у колима стајао на семафору изрешетан Зоран Меденица. Овом приликом рањено је и двоје путника градског аутобуса. Убица никада није пронађен, а сумњало се да је убиство освета за убиство Славише Павића Пиркета, извршено августа 1993. године.[16]
- 18. октобар 1994 — на Звездари у Булевару Револуције, испред зграде у којој је становао убијен Дејан Марјановић звани „Шабан” (1973—1994), криминалац и привредник. Убио га је тада петнаестогодишњи Александар Пауновић звани „Мали Паун”, његов пријатељ и кум, који је убиство извео само да би се доказао већим криминалцима од себе јер се Марјановић сматрао „краљем Звездаре”. Пауновић је за убиство осуђен на шест година затвора, али је после одслужене две и по године пуштен на слободу због новог суђења. Године 1999. је осуђен на четири године, али није отишао на издржавање казне, јер је марта 2000. убијен.
- 8. новембар 1994 — у Ургентном центру услед наглог погоршања обољења срца преминуо Ромео Савић (1970—1994), бивши џудиста, криминалац, члан Вождовачког клана и добровољац Српске гарде. Упркос званичном саопштењу о смрти, постојала је велика сумња да је отрован.
- 15. новембра 1994 — на почетку улице Кнеза Милоша, подметањем експлозива под џип, извршен атентат на предузетника Радета Међеда (1962—1994), који је од задобијених повреда преминуо 5. децембра у Клиничком центру. Убице никад нису пронађене. Раде Међед је био брат по мајци Радована Лагунџина Жапца, најбољег друга Александра Кнежевића Кнелета.[17]
- 27. новембар 1994 — на сплаву „Лукас”, на Новом Београду у ватреном обрачуну између припадника Вождовачког и Звездарског клана убијен Бојан Бановић (1975—1994), а теже рањен Миодраг Мија Башкаловић, чланови Вождовачког клана.
- 12. децембар 1994 — на раскрсници улица Српских владара и Светозара Марковића, код зграде Југословенског драмског позоришта, из заседе убијен Горан Вуковић звани „Мајмун” (1959—1994) и његов пријатељ Душко Маловић. Вуковић је био познати београдски криминалац и један од вођа Вождовачког клана, а у београдском подземљу је остао познат као убица Љубе Земунца, 1986. године. Пре овог атентата на Вуковића је извршено и неколико неуспелих атентата — априла и октобра 1992. и јануара 1993. године. Убиство су извршила двојица нападача, која никада нису откривена.[18]

### 1995. година
- 13. фебруар 1995 — Испред хотела „Путник” на Новом Београду убијен Михаило Дивац (1967—1995), бивши боксер и криминалац. Непосредно пре убиства он је после краће расправе у ресторану хотела ранио Радована Радусиновића, боксера и још двојицу људи, након чега га је рањени Радусиновић убио.[19]
- 10. април 1995 — у стану на Бежанијској коси приликом пљачке убијена Јелица Коприћанац, коју је убио пријатељ њеног сина Данијел Вујић (рођени брат Илије Вујића убице породице у Похорској улици 1993).[20]
- 14. мај 1995 — у Улици Светозара Марковића пронађено беживотно тело, које је претходно избачено из кола. Убијени је био Марко Борак звани „Мали Маре” (1977—1995), једва пунолетни криминалац са Дорћола, а убица никада није откривен.[21]
- 11. јул 1995 — испред кафића „Миг” у Хаџи Милентијевој улици, на Врачару убијен Миодраг Никшић звани „Никша”, власник ОФК „Звездара” и ланца коцкарница. Заједно са њим убијен је и његов пријатељ Петар Которанин, а убица никада није пронађен.[22]
- 18. јул 1995 — испред хотела „Палас” убијен Драган Поповић Дадиља (1955—1995), криминалац и члан Вождовачког клана, који је у београдском подземљу постао познат као убица Ранка Рубежића 1985. године. Убијен је испред своје коцкарнице која је требало ускоро да проради у хотелу. Том приликом рањена је и његова девојка, а убица никада није откривен.[23]
- 17. децембар 1995 — у стану у улици Омладинских бригада, на Новом Београду извршио самоубиство Миодраг Батричевић звани „Мија Гавран”, директор хотела „Мажестик” и власник дискотеке у истоименом хотелу. Као разлог самоубиства наводи се чињеница да се Батричевић бавио шверцом нафте и цигарета и да је због једне пропале испоруке дуговао велики новац.

## Убиства 1996—2000.

### 1996. година
- 1. фебруар 1996 — у Улици Маријане Грегоран, на Карабурми у улазу зграде у којој је становао убијен Драган Радишић Раша (1961—1996), инспектор СУП Београд за крвне и сексуалне деликте. Убица никада није пронађен, а према неким наводима иза овог убиства је стајао Воја Раичевић звани „Воја Американац”.[24]
- 27. март 1996 — на паркингу у улици Стојана Аралице, на Бежанијској коси у аутомобилу убијени Бане Гребенаревић (1974—1996) и Зоран Шубара (1974—1996), криминалци и чланови Вождовачког клана. На Гребенаревића су пре овога извршена два неуспела атентата. Убиство су извршила двојица починиоца, који нису откривени.
- 21. мај 1996 — испред тржног центра „Југоцентар” (Стари Меркатор) у Булевару Лењина, на Новом Београду убијен Мирослав Бижић Бижа (1950—1996), власник приватне детективске агенције „Бижа” и бивши инспектор СУП Београд. Убиство је извршио један починилац, који није откривен.[25]
- 23. јун 1996 — испред кафића „Даша”, у улици Народних хероја убијен Божидар Станковић звани „Батица” (1969—1996) и његов друг Бранислав Милутиновић (1972—1996). Убиство је починио један починилац, који није пронађен. Убијени Батица Станковић био је син Жоржа Станковића, а у београдском подземљу се сматрало да иза његовог убиства стоји Миливоје Матовић звани „Миша Кобра”, са којим је Станковић већ дуже време био у сукобу.
- 23. јул 1996 — у башти грил-ресторана „Мала” у Земуну убијени Миле Бакић и Милорад Мачешић, криминалци. Убица никада није пронађен, а према неким изворима убиство су извршили припадници Контраобавештајне службе ВЈ, као знак одмазде за убиство пуковника Жељка Парађине, кога је 1992. убио Бакић.
- 9. август 1996 — испред главног улаза у „Сава центар”, у улици Милентија Поповића на Новом Београду убијен Милан Вукмановић (1976—1996), који је страдао у ватреном окршају са Иваном Боровчанином и Војканом Пејановићем. За убиство је био оптужен Боровчанин, који је том приликом тешко рањен, али је касније ослобођен.
- 30. август 1996 — испред хотела „Метропол”, у Булевару револуције убијен Зоран Стевановић звани „Кири” (1961—1996), бизнисмен, мајор Српске добровољачке гарде (СДГ) и пријатељ Жељка Ражнатовића Аркана.
- 13. септембар 1996 — у башти кафића „Гастон” у тржном центру „Блок 70”, на Новом Београду убијен Малиша Миловановић (1969—1996). Убиство су извршила двојица нападача, која никада нису пронађена, а у београдском подземљу се претпостављало да иза овог убиства стоји Воја Раичевић звани „Воја Американац”.
- 6. октобар 1996 — на углу улица Гласиначке и Владимира Томановића, на Коњарнику убијен Зоран Димитров звани „Жућа” (1966— 1996), криминалац и члан Вождовачког клана. Посебно је био близак са покојним Гораном Вуковићем Мајмуном, који је био вођа Вождовачког клана. Пре убиства Димитров је неколико пута био мета атентатора. Убиство је извршио један починилац, који никада није откривен.
- 12. октобар 1996 — у улици Деспота Ђурђа, у Земуну испред куће у којој је становао убијен Небојша Ђорђевић звани „Шуца” (1970—1996), бивши вођа звездашке навијачке групе „Делије”, пуковник Српске добровољачке гарде (СДГ) и директор ФК „Змај” из Земуна. Убица никада није пронађен.
- 26. децембар 1996 — испред ресторана „Франш”, у Булевару ЈНА убијени су Игор Ћосовић (1969—1996), познати црногорски коцкар и његов пријатељ Зоран Јовановић (1962—1996). Убица никада није пронађен, а у београдском подземљу се сумњало да иза овог убиства стоји Воја Раичевић звани „Воја Американац”.

### 1997. година
- 13/14. јануар 1997 — у кафићу „Антика” у тржном центру Видиковац, током дочека Српске Нове године непознати нападач госте локала засуо паљбом из полуаутоматске пушке. Том приликом убијено је четворо, а рањено троје људи. Убијени су — Срђан Јакшић (1973—1997), Милош Станковић (1973—1997), Миле Станић (1978—1997) и Александар Матовић (1966—1997).
- 20. јануар 1997 — у холу Главне железничке станице у Београду, приликом изласка из воза којим је стигао из Бара, убијен Југослав Југо Вучинић (1968—1997). Убица никада није пронађен, а у београдском подземљу се сумњало да иза овог убиства стоји Воја Раичевић звани „Воја Американац”.
- 15. фебруар 1997 — испред клуба „Ф6” у Француској улици, у центру Београда убијен Раде Ћалдовић звани „Ћента” (1950—1997), познати криминалац из Земуна, некадашњи припадник клана Љубе Земунца. Заједно са њим убијена је и његова девојка Маја Павић (1973—1997), новинарка, водитељка телевизије „Студио Б” и кума Светлане Цеце Ражнатовић. Убиство су извршила двојица нападача, која никад нису откривена.
- 20. фебруар 1997 — испред техничког улаза у „Сава центар”, у улици Милентија Поповића на Новом Београду убијен Владан Ковачевић звани „Влада Треф” (1958—1997), бизнисмен, бивши аутотркач и пријатељ Марка Милошевића, сина председника Слободана Милошевића.
- почетком марта 1997 — у Београду нестао Воја Раичевић звани „Воја Американац”, криминалац, сурови плаћени убица и пријатељ Бојана Петровића, познатог криминалца са Звездаре. Његово тело никада није пронађено, а после три године је проглашен мртвим. За његов нестанак у београдском подземљу се причало да је оно освета италијанске мафије из САД, али и да га је убио Милан Рогановић, криминалац и кум Бојана Петровића. Такође, име Воје Американца се у подземљу везивало за читав низ ликвидација.
- 11. април 1997 — у ресторану „Мама миа” у улици генерала Жданова, у центру Београда убијен Радован Стојичић звани „Баџа” (1951—1997), в.д. министар полиције Републике Србије, начелник Ресора јавне безбедности, командант Антитерористичке јединице и генерал-пуковник полиције. У тренутку атентата Стојчић је седео у ресторану са пријатељем Милошем Курдулијом и сином Војканом. Убица никада није пронађен.[26]
- 7. јун 1997 — у улици Косте Главинића, на Сењаку убијен Милан Рогановић звани „Рого” (1969—1997), криминалац и нарко-дилер. Убица никада није пронађен.
- 23. август 1997 — на сплаву „Секс”, на Новом Београду у масовној пуцњави убијени Драган Лазаревић звани „Босанац” (1974—1997), криминалац и бивши члан Вождовачког клана и његов друг Дејан Николић звани „Зуба” (1975—1997). Том приликом рањено је још шест лица. За ово убиство били су осумњичени Предраг Зарић и Игор Гајић.
- 7. септембар 1997 — испред дискотеке „Риц”, у Кошутњаку чији је био власник убијен Вукашин Вуле звани „Гојак” (1955—1997), мајор Српске добровољачке гарде (СДГ) и телохранитељ Жељка Ражнатовића Аркана. Убиство је извршено снајпером, а убица никада није пронађен.
- 18. септембар 1997 — у својој кући у улици Бачки Иловик, у Земуну убијен Борислав Борис Андрић (1968—1997), криминалац и члан италијанског мафијашког клана.
- 24. октобар 1997 — испред зграде грађевинског предузећа „Напред”, у Булевару Лењина на Новом Београду, у којој су се налазиле и просторије предузећа „Беопетрол” убијен Зоран Тодоровић звани „Кундак” (1959—1997), генерални директор „Беопетрола”, сувласнике фирме „Тим трејд” и генерални секретар Југословенске левице (ЈУЛ). Том приликом рањен је возач Синиша Миленковић. Убица никада није откривен.[27]
- 3. новембар 1997 — испред службеног улаза у стадион ФК „Црвене звезде”, у улици Љутице Богдана убијен Владан Цветковић (1977—1997), кик-боксер и репрезентативац Југославије. За убиство су били осумњичени Горан Павловић и Предраг Микетић.
- почетак децембра 1997 — у Београду нестао Миодраг Миша Цвјетиновић звани „Миша Дизелдорф” (1966—1997), зет Радета Ћалдовића Ћенте, познатог криминалца из Земуна. Цвјетиновић је неколико дана пред нестанак био пуштен из затвора, након што је ослобођен оптужби за убиство Александра Кнежевића Кнелета, 1992. године. Он је Кнелета, с којим је био у завади јер му је одузео џип, последњи видео живог.

### 1998. година
- 10. јануар 1998 — у Земуну, на окретници аутобуса 18 и 83 у Бачкој улици, дошло до сукоба четворице младића у којем је убијен Игор Стојин (1979—1998), док су двојица младића теже рањена. Убица двадесетседмогодишњи Стеван Вукобратовић, покушао је након убиства да побегне, али је брзом интервенцијом полиције ухапшен.
- 27. јануар 1998 — у улазу зграде у Змај Јовиној улици број 46 убијена браћа Јакуб (1961—1998) и Хаки Авдути (1956—1998) из Призрена, који су радили као дилери дроге на Дорћолу.
- 21. фебруар 1998 — на углу Улица Владимира Гаћиновића и Милана Илића Чиче, на Дедињу, после спектакуларног бекства од полиције дошло до сукоба између полиције и одметника у коме је страдао Синиша Симић (1975—1998), а теже рањен Мома Јевтовић, један од највећих и најпознатијих београдских нарко-дилера. Симић је августа 1997. успео да побегне из затвора, где је издржавао шестогодишњу казну затвора.
- 28. фебруар 1998 — на углу Улица Царице Милице и Бранкове, на семафору док су чекали зелено светло убијени — Бојан Петровић (1962—1998), познати криминалац са Звездаре и његов пријатељ Зоран Богдановић звани „Кепа” (1968—1998). Петровић је у београдском подземљу постао познат 1985. као убица Ранка Рубежића. После одлежаних пет година отишао је у Шведску, где се бавио рекетирањем и криминалом, а после хапшења је побегао из затвора и 1993. се вратио у Србију, где се бавио пословима са дрогом. Убице никада нису пронађене, а у подземљу се сматрало да је ово убиство освета Вождовачког клана.
- 7. март 1998 — испред дискотеке „Четири собе”, на Дорћолу Звездан Славнић, син познатог кошаркаша Зорана Моке Славнића убио Оливера Јовановића (1967—1998) и тешко повредио Угљешу Влајковића. Као повод за ово убиство сматра се сукоб око певачице Ксеније Пајчин, са којом је Славнић тада био у вези. За ово убиство и покушај убиства 1999. био је осуђен на 9,5 година затвора, али му је казна касније смањена на осам година.
- 5. мај 1998 — испред кафића „22” у Улици Омладинских бригада у Новом Београду убијен Јусуф Јуса Булић (1952—1998), познати криминалац и некадашњи члан клана Љубе Земунца. Заједно са њим убијени су — Петар Вујичић звани „Пера Жути” (1957—1998), директор ФК „Железник” и Ненад Рашчанин звани „Црни” (1972—1998), телохранитељ Јусе Булића и водник прве класе војне полиције ВЈ. У атентату су рањени и Мука Булић, Јусин старији брат и Драгослав Перић. Од двојице атентатора један је у окршају био рањен, али никада нису откривени. Убијени Булић био је власник неколико коцкарница и у београдском подземљу је ово убиство окарактерисано као обрачун око посла са коцком, у коме је пре њега већ страдало неколико познатијих београдских криминалаца.
- 15. мај 1998 — у Цетинској улици, код Прве економске школе, тешко рањен полицајац Милић Вукосављевић (1959—1998), који је покушао да ухвати пљачкаша златаре „Станковић” у Македонској улици. Од последица рањавања, Вукосављевић је преминуо у Ургентном центру.
- 17/18 мај 1998 — у Улици Игњата Јоба, на Медаковићу убијен Зоран Ковачевић звани „Коча” (1959—1998), бивши боксер, коцкар и власник ланца коцкарница и спортских кладионица у Србији. Убиство су извршила двојица нападача, која нису откривена. У београдском подземљу ово убиство је окарактерисано као наставак коцкарског обрачуна, а такође је било очигледно да је Ковачевић убијен пред почетак Светског првенства у фудбалу, јер би на њему преко ланца својих коцкарница зарадио милионе.
- 1. јул 1998 — у клубу „Легат”, у Улици Родољуба Чолаковића на Дедињу убијен Дарко Ашанин (1956—1998), бивши боксер и власник неколико казина, а том приликом рањен је његов пријатељ Ђорђе Мишковић. Убиство су извршила двојица нападача, који никада нису откривени. У београдском подземљу ово убиство је повезано са Дарковим сукобом са црногорском мафијом, иза које је стајао Мило Ђукановић, јер је Дарко био у родбинским везама са министром Павлом Булатовићем и пријатељским везама са Момиром Булатовићем, бившим црногорским председником.
- 10. октобар 1998 — у Ужичкој улици, у Железнику приликом покушаја хапшења Јосипа Голомејића званог „Јосип Шиптар”, познатог нарко-дилера убијен Првослав Обрадовић (1967—1998), инспектор Седмог одељења Градског СУП-а Београд. Голомејић је после овог убиства побегао у иностранство, а ухапшен је 1999. у Аустрији и 2002. пребачен у Србију, где је осуђен на 15 година затвора.

### 1999. година
- 4. јануар 1999 — у Улици Миријевски венац, на Карабурми, приликом хапшења деветнаестогодишњег Александра Матића, убијени Зоран Павличевић (1961—1999) и Славољуб Божовић (1958—1999), а тешко рањен Родољуб Миловић, инспектори Трећег одељења инспектори Градског СУП-а Београд. Инспектор Миловић успео је да рани нападача и он је ухапшен. Матић је хапшен због убиства друга Давида Дуњића (1980—1999), које је починио 3. јануара због свађе око мобилног телефона. За убиство друга и двојице инспектора Матић је био осуђен на 21 годину затвора, али је приликом издржавања казне преминуо 2015. године.
- 11. март 1999 — на паркингу испред Спортског центра „Кошутњак” убијен Милорад Влаховић (1954—1999), саветник у Управи криминалистичке полиције Градског СУП-а Београд, пуковник полиције и блиски пријатељ покојног генерала полиције Радована Стојчића Баџе. Непознати убица је Влаховића тешко ранио, али је он преминуо на путу ка Ургентном центру. Убица никада није откривен.
- 19. март 1999 — убијен Предраг Икач звани „Пеца” (1966—1999), познати београдски коцкар и сувласник казина „Фер плеј”. Убица никада није откривен.
- 11. април 1999 — у Улици Светогорској код броја 35, испред улаза у коме је становао, убијен новинар Славко Ћурувија (1949—1999), власник београдског дневника „Дневни телеграф” и недељника „Европљанин”. Убиство још увек није расветљено у потпуности, a за сада су оптужени бивши шеф Државне безбедности Раде Марковић, некадашњи шеф београдског центра ДБ Милан Радоњић, као и припадници тајне службе Ратко Ромић и Мирослав Мики Курак.
- 8. јул 1999 — у Улици Саве Ковачевића испред зграде у којој је живео, убијен Драган Симић звани „Симке” (1956—1999), начелник СУП-а Савски венац, а пре тога дугогодишњи начелник Одељења за крвне и сексуалне деликте и пуковник полиције. Убиство су извршила двојица нападача, која никада нису откривена.
- 31. октобар 1999 — на Дорћолу, испред зграде у којој је становао убијен Горан Радуловић звани „Гокси” (1960—1999), криминалац, члан Дорћолског клана, сувласник теретане „Таш” и члан обезбеђења Вука Драшковића, лидера Српског покрета обнове (СПО). Убица никада није пронађен.
- 3. новембар 1999 — у свом стану у улици Саве Ковачевића, на Врачару пронађен мртав Бранислав Бранко Васиљевић (1963—1999), каратиста, репрезентативац Југославије, бивши функционер Српског покрета обнове (СПО) и шеф обезбеђења Демократске странке и њеног лидера Зорана Ђинђића. Званична истрага је саопштила да се радило о самоубиству, али су многи тада сумњали у то.
- 21. новембар 1999 — испред ресторана „Мек Доналдс”, на раскрсници Улица народних хероја и Париске комуне, на Новом Београду убијен Драган Угарковић звани „Угар” (1964—1999), криминалац и члан Земунског клана. Убијен је док је на семафору седео у својим колима из другог аутомобила у покрету, а убице никада нису пронађене. Пре убиства Угарковић преживео је неколико атентата, због чега је у криминалним круговима добио надимак „Човек Мачка”.
- 27. новембар 1999 — у центру Београда, на раскрсници Улице Светозара Марковића и Немањине убијен Зоран Шијан (1964—1999), кик-боксер, репрезентативац Југославије и вођа Сурчинског клана. Убијен је из возила у покрету, док је у свом аутомобилу, марке мерцедес чекао зелено светло на семафору. Убице никада нису пронађене.

### 2000. година
- 15. јануар 2000 — у хотелу „Интерконтинентал”, на Новом Београду убијен Жељко Ражнатовић Аркан (1952—2000), бивши командант паравојне формације „Српска добровољачка гарда”, председник Странке српског јединства (ССЈ) и власник ФК „Обилић”. Заједно са Ражнатовићем убијена су и његова два телохранитеља — Драган Гарић (1953—2000) и Миленко Мандић (1956—2000). Приликом извршења атентата рањена је и Љиљана Албијанић, случајна пролазница. Извршилац атентата био је Добросав Гаврић, бивши полицајац, а његови помагачи — Милан Ђуричић Мики, Драган Николић Гаги и Зоран Николић Пегла. Због убиства Гаврић је осуђен на 35 година затвора, а његови помагачи Ђуричић и Николић на по 30 година, али су сва тројица после доношења пресуде побегла из земље.[28]
- 7. фебруар 2000 — у ресторану ФК „Рад”, у Улици незнаног јунака, на Бањици, убијен Павле Булатовић (1948—2000), савезни министар одбране у Савезној влади СРЈ, функционер Социјалистичке народне партије (СНП) и један од ближих сарадника Слободана Милошевића, председника СРЈ. У тренутку атентата, Булатовић је у ресторану вечерао са Вуком Обрадовићем, бившим генерал-мајором ВЈ и директором ЈУ-гарант банке, као и са Мирком Кнежевићем, управником ресторана. Убица никада није пронађен.[29]
- 13. фебруар 2000 — у Булевару Николе Тесле, на Новом Београду, у близини пословног центра „Ушће” током вожње свог аутомобила, марке „голф” убијен Мирко Томић звани „Босанац” (1972—2000), познати коцкар и члан Земунског клана. Убице никада нису пронађене.
- 25. фебруар 2000 — на Новом Београду, у Улици др Ивана Рибара код броја 142 убијен Радослав Трлајић звани „Бата Трлаја” (1963—2000), криминалац и вођа Бежанијског клана. Пре убиства одвијао се готово филмски обрачун између Трлајића и његових убица, који су се сусрели на раскрсници Улице Јурија Гагарина и Др Ивана Рибара, а после јурњаве колима, уз пуцање, Трлајић се дао у бекство ка једном улазу, испред кога је убијен. Убице никада нису пронађене.
- 20. март 2000 — испред хотела „Србија”, у Устаничкој улици, на Вождовцу, убијен Бранислав Лаиновић звани „Дуги” (1955—1999), криминалац и бивши командант „Српске гарде”, паравојне формације Српског покрета обнове (СПО). Убица, који никада није пронађен, убио је Лаиновића испред трафике док је разговарао мобилним телефоном.
- 23. март 2000 — на укључењу на ауто-пут „Београд-Загреб”, код пумпе „Змај” у свом аутомобилу марке „Ауди” убијени Зоран Давидовић звани „Ћанда” (1972—2000), криминалац и члан Вождовачког клана и Иван Стојановић (1971—2000), његов пријатељ. Давидовић и Стојановић, су изрешетани из аутомобила у покрету, када су се враћали из Новог Сада, са сахране раније убијеног Бранислава Лаиновића. Давидовић је тадашњој јавности био познат као дечко певачице Јелене Карлеуше. Убице никада нису пронађене.
- 25. април 2000 — у Улици Јаше Продановића, код броја 20, испред зграде у којој је живео убијен Жика Петровић (1939—2000), генерали директор Југословенског аеротранспорта (ЈАТ). Убица никада није пронађен.
- 27. април 2000 — у Улици 18. октобра, на Лабудовом брду после јурњаве аутомобилима по Цераку и Видиковцу убијен Зоран Ускоковић звани „Сколе” (1967—2000), криминалац и вођа бањичко-миљаковачког ганга. Заједно са њим убијен је и Милош Стевановић (1978—2000), његов телохранитељ, који је иначе радио као полицајац у СУП-у Вождовац. Убице никада нису пронађене.
- 5. јул 2000 — на паркингу испред хотела „Југославија”, на Новом Београду убијен Тодор Гардашевић, кум Андрије Драшковића, познатог криминалца. Убиство су извршила двојица нападача, која нису откривена. У београдском подземљу се после овог убиства прочула вест да је ово освета земунског клана за Арканово убиство, иако се није поуздано знало да је у њега умешан Драшковић.
- 5. септембар 2000 — на делу Ибарске магистрале, кроз насеље Жарково у паралелној вожњи убијен Веселин Веско Божовић (1967—2000), које је раније био члан обезбеђења фирме „Интерспид”, чији је власник био Владан Ковачевић звани „Треф”. Заједно са Божовићем у колима је била његова супруга Снежана, која је рањена и четворогодишњи син Борис. Пре овога на Божовића је покушан атентат у априлу испред зграде у Жаркову, где је становао. Убице никада нису пронађене.[30]